# Dan Perjovschi

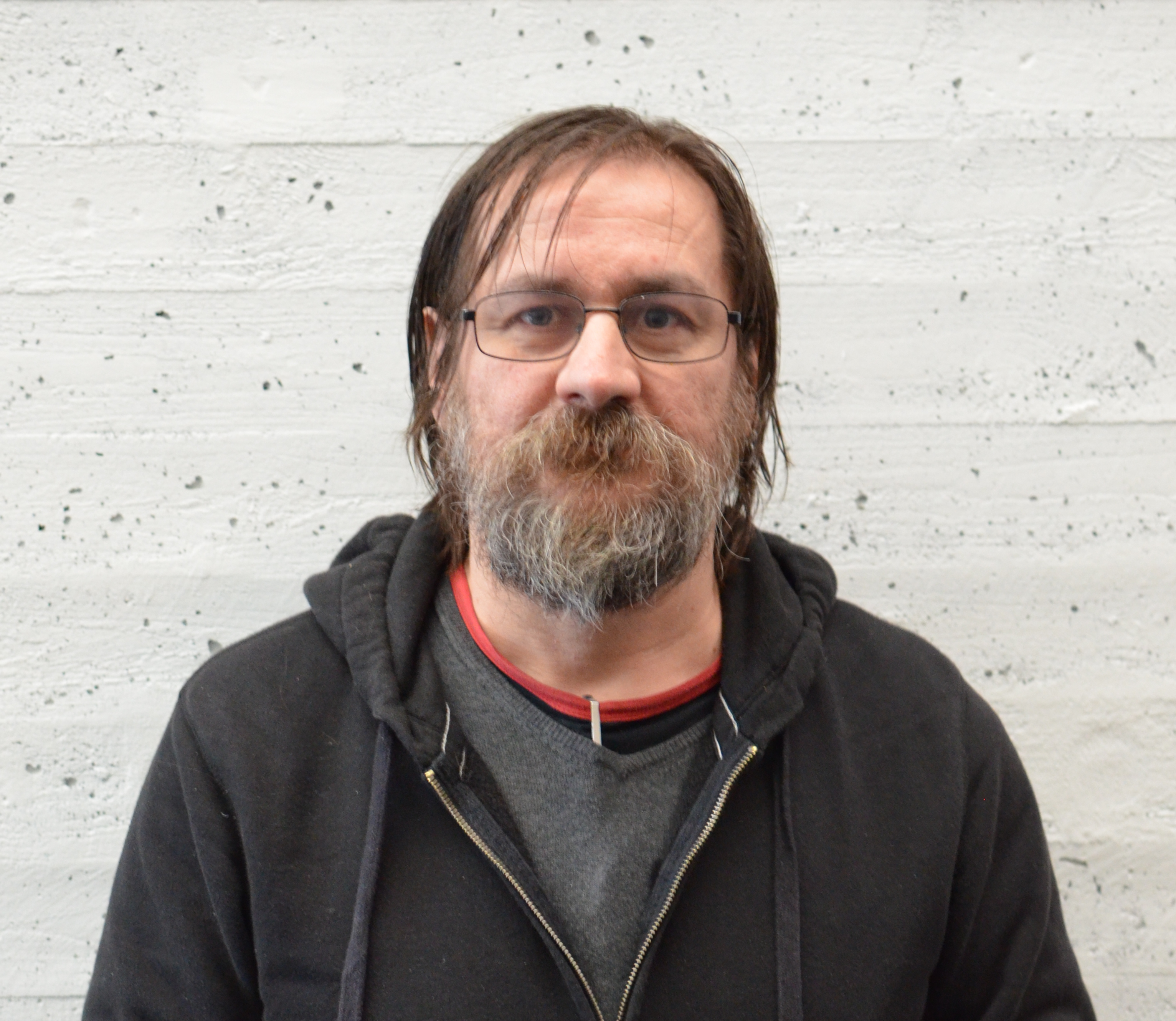
Dan Perjovschi (2013)

Dan Perjovschi (* 29. Oktober 1961 in Sibiu, Rumänien) ist ein rumänischer Künstler und Redakteur der Zeitschrift revista 22.

## Biografie

### Bildung
Im Alter von 10 Jahren wurde Perjovschis künstlerisches Talent entdeckt, woraufhin er auf eine Schule für begabte Kinder entsandt wurde. Seinen Master of Fine Arts erlangte er 1985 an der Universität der Künste George Enescu in Iași. 
Als sich die politische Situation in Rumänien veränderte, indem liberale Ideologien der 1960er Jahre durch Autokratie von Nicolae Ceaușescu ersetzt wurden, realisierte Perjovschi, dass Malerei den sich verbreitenden sozialen Notstand innerhalb der rumänischen Bevölkerung nicht gerecht wiedergeben konnte. Der Künstler begann das Zeichnen, welches er zuvor allein zum Lächerlichmachen seiner Lehrer verwendet hatte, als sein Medium zu sehen.

### Werk als rumänischer Künstler
Eine seiner ersten Aktionen als Künstler war Red Apples (dt.: Rote Äpfel) 1988, für die er die gesamte Einrichtung seiner Wohnung in weißes Papier einwickelte, um darauf Zeichnungen und kurze Texte zu übertragen. Dies sollte als Antwort auf die zunehmend repressive Zensur im kommunistischen Rumänien dienen. Dan und seine Frau Lia lebten in diesem Zustand knapp zwei Wochen und luden ausschließlich Freunde ein, um ihnen das Werk vorzuführen. Zur selben Zeit trat Perjovschi mit einer Gruppe von alternativen Künstlern in Oradea unter dem Namen Studio 35 in Kontakt.
1991 inszenierte Perjovschi eine Ausstellung, die den Red Apples sehr ähnelte. Sie trug den Titel Nameless Mood (dt.: Namenlose Stimmung) und war Teil des ersten freien Kunstfestivals, Europe Zone East, in Timișoara. Für die Veranstaltung verwandelte Perjovschi das Zimmer des Hausmeisters in ein Kunstwerk aus eigenen Zeichnungen, die er ebenfalls wieder auf weißes Papier übertrug. Perjovschi nennt dies den Anfangspunkt der Teilnahme am Aktivismus, dem er sich zusammen mit seiner Frau in den darauf folgenden Jahren anschloss. Sein Wunsch war es, das Elitäre in der Kunst zu unterminieren, indem er seine Kunst in Bescheidenheit ausüben würde.
Im selben Jahr arbeitete Perjovschi im Redaktionsteam der in Bukarest erscheinenden selbstständigen Wochenzeitschrift revista 22. Diese galt Anfang der 1990er Jahre in Rumänien als die intellektuell prestigereichste Zeitschrift. Als Inspiration dient Perjovschi sein Umfeld. Aktuelle Nachrichten – sowohl global als auch lokal, Gerüchte, Sightseeing, Witze, Fernsehartikel und vieles mehr gehen in die Entwicklung seiner Werke ein.

### Werk als internationaler Künstler

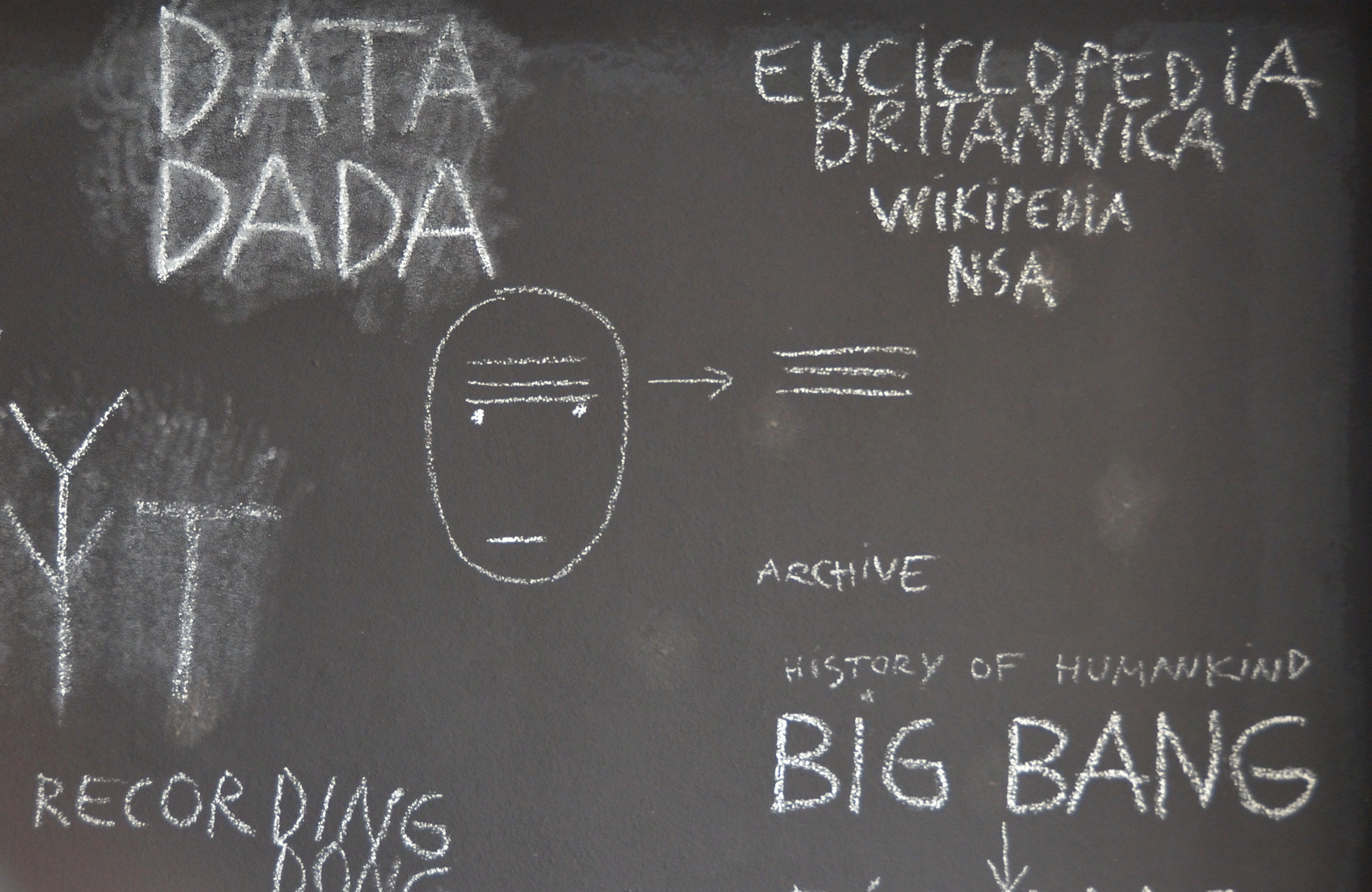
black belt drawing, 2017 im MuseumsQuartier in Wien

1994 erstellte Perjovschi zwei Serien an Zeichnungen: Postcards from America (dt.: Postkarten von Amerika) und Wonderful World (dt.: Wunderbare Welt). Postcards from America ist das Ergebnis einer seiner Reisen quer durch die USA, welche er dank eines Zuschusses der USIA durchführen konnte. Die Arbeiten, die er während der Reise erstellte, wurden mit insgesamt 500 postkartengroßen Zeichnungen im Atlantic Center for the Arts ausgestellt. Wonderful World besteht aus mehreren DIN A4 großen Modulen, wobei jedes einzelne aus etwa 20 Zeichnungen zusammengesetzt ist; einem Daumenkino ähnlich. Das Werk besteht aus zwei Hauptkomplexen: einem rumänischen Teil, der 30 Elemente beinhaltet, und einem amerikanischen Teil, der 100 Elemente beinhaltet. Durch die leichte Transportierbarkeit war es Perjovschi möglich überall an seinen Werken zu arbeiten, wie z. B. in Hotelräumen oder auf Zugfahrten.
1990 gründeten Dan und Lia mit anderen das Contemporary Art Archive (dt.: Zeitgenössisches Kunstarchiv) in Bukarest. Heute kümmert sich hauptsächlich Lia Perjovschi um die Organisation.
Dass Perjovschi anfing seine Zeichnungen direkt auf Wände zu übertragen, hing damit zusammen, dass er schneller, mobiler und direkter arbeiten wollte. Dadurch besaß er mehr Improvisationsfreiheit. Seine Zeichnungen überträgt er nun mit schwarzen Markern. Zum Schluss jeder seiner Ausstellung werden diese jedoch wieder in der jeweiligen Wandfarbe überstrichen. Um seine Zeichnungen am Leben zu erhalten, verwertet er sie immer wieder neu mit anderen Kontexten und Elementen.
1995 inszenierte Perjovschi eine Ausstellung mit dem Titel Anthroprogramming (dt.: Humanprogrammierung) in der New Yorker Franklin Furnace Galerie. Hierbei zeichnete er auf eine ganze Wand der Galerie ein Gitter und setzte in jedes entstehende Feld einen menschlichen Kopf.
1999 bedeckte er den Boden des rumänischen Pavillons bei der Biennale in Venedig mit seinen simplen Zeichnungen. Die Ausstellung trug den Titel rEST (dt.: Rest) und dieses Mal sollten die Besucher die Auslöscher des Kunstwerkes sein, indem jeder einzelne von ihnen ein Stück Zeichnung auf seiner Schuhsohle mit nach Hause trug.
1997 wurde Perjovschi nochmals in die USA geladen, um für ein Semester an der Duke University zu lehren.
2003 begann er die Wände des Komplexes der ehemaligen Koksfabrik, der Kokerei Zollverein in Essen, mit Zeichnungen zu bedecken. Diese Ausstellung trug den Titel White Chalks, Dark Issues (dt.: Weiße Kreiden, Dunkle Probleme) und breitete sich auf der gesamten ersten Etage der Fabrik aus. Perjovschi verwendete weiße Kreide um seine Zeichnungen auf die modrigen Wände zu übertragen. Die Arbeit soll Ähnlichkeit mit dem Werk eines Gefängnisinsassen gehabt haben und nahm drei Monate Zeit in Anspruch.
Als Perjovschi ebenfalls 2003 seine Urban Drawings (dt.: Urbane Zeichnungen) in der Stadt Kassel verbreitete, wurden diese hauptsächlich als Straßen-Graffiti bezeichnet, obwohl Perjovschi jede Beziehung seiner Werke mit Graffiti oder mit westlichen Comics abstreitet.
1993 ließ sich Perjovschi im Zusammenhang mit dem Festival Europe Zone East das Wort Romania auf den linken Arm tätowieren. Dasselbe ließ er sich 2003 in der Kunsthalle Fridericanum in Kassel wieder entfernen, um damit den Moment zu markieren, wo er zu einem internationalen Künstler wurde. Perjovschi inszenierte internationale Ausstellungen in Europa und Übersee.
2005 führte Perjovschi eine Ausstellung, Naked Drawings (dt.: Nackte Zeichnungen), im Museum Ludwig Köln und im Sommer 2007 hatte er eine weitere Ausstellung im MoMA New York unter dem Titel WHAT HAPPENED TO US? (dt.: Was ist mit uns passiert? / Was ist mit den US passiert?). Bei seinen Zeichnungen möchte Perjovschi durch die starke Reduktion auf nur weniger Striche und Details Missverständnisse vermeiden. Sein Hauptziel ist es aktuelle Ereignisse mit Ironie und Witz wiederzugeben. Seit Juli 2009 kommentiert Perjovschi für das Kunstmagazin art jeden Monat ein Thema aus dem Kunst- und Kulturbetrieb in seiner eigenen Zeichenserie „Just draw it!“.
Beim Neubau der Technischen Nationalbibliothek in Prag im Jahr 2009 zeichnete Perjovschi für die künstlerische Innengestaltung verantwortlich. Seither sind dort neben neuen Zeichnungen auch einzelne Motive seiner MoMa-Ausstellung zu sehen. 2010 zeigte der Kunstverein Ulm seine Zeichnungen, die Perjovschi auf seiner Website unter dem Titel Out of Recession into Depression ankündigte.
Die erste Auszeichnung des mit 20.000 Euro dotierten Rosa-Schapire-Kunstpreises, 2016 von den Freunden der Kunsthalle e. V. ins Leben gerufen, ging an Dan Perjovschi.
2016 bemalte Perjovschi die weißen Wände des Dortmunder U mit schwarzem Marker raumübergreifend – über sieben Stockwerke hinweg – mit kritischen und ironischen Kommentaren zu gesellschaftlich relevanten Ereignissen. 2018 aktualisierte er diese Wandzeichnungen, indem er sie teilweise übermalte. Laut Perjovschi handelt es sich damit um seine weltweit bislang höchste Wandzeichnung. Das Werk entstand anlässlich des zwanzigjährigen Jubiläums des Hartware Medienkunst Vereins und trägt den Titel The Hard/er Drawing.
Anfang 2024 stellte das Ehepaar Dan und Lia Perjovschi ihre gemeinsame „doppelte Solo-Show“ Urgențe (deutsch Notfälle) im Kunstmuseum in Brașov (Kronstadt) aus.
Perjovschi lebt und arbeitet in Hermannstadt.